# Shlomo Meir
Shlomo Meir, född 1914 i Hamburg, Tyskland, död 1979, var en israelisk konstnär och skulptör.